# Naval War College
Il Naval War College è un’istituzione educativa situata a Newport nel Rhode Island, presso la quale vengono formati gli ufficiali della Marina con il grado di lieutenant commander, corrispondente a capitano di corvetta (codice NATO: OF-3), e dei pari grado di altre 
Forze armate degli Stati Uniti o di funzionari dell’amministrazione civile dello stesso livello.